# Pietre di Åle
Le Pietre di Åle (Ales stenar in lingua svedese) sono un monumento megalitico funerario ubicato in Scania, nella Svezia meridionale, e risalente probabilmente al 500 d.C., ossia alla fine dell'età del ferro nordica.
Il sito, in cui è sepolto il capo dei vichinghi Åle, da cui origina il nome, consiste in 59 grandi massi di arenaria dal peso di circa 1,8 tonnellate ciascuno, disposti in maniera tale da formare il profilo di una barca di pietra lunga ben 67 metri. I massi non hanno un'altezza uguale o molto simile fra loro; infatti quelli situati in corrispondenza della prua sono alti circa 3,3 metri e sono di dimensione maggiore rispetto a quelli posti in corrispondenza della poppa, i quali misurano invece circa 2,5 metri.

## Scavi archeologici
Nel 1989, nel corso dei primi scavi archeologici effettuati per indagare scientificamente il sito e determinarne la datazione, gli archeologi trovarono una pentola di creta decorata, con ossa umane bruciate all'interno del cerchio di pietra. Le ossa si pensa derivino da una pira funeraria e solo successivamente furono rinchiuse nel contenitore di argilla e interrate. Infatti, nella pentola, furono ritrovati oggetti che appartenevano a diversi secoli; mentre alcuni appartenevano al 330 - 540 d.C., altri, come un pezzo di cibo carbonizzato, erano del 540 - 650 d.C. Gli archeologi che lavoravano al progetto trovarono anche carbone di betulla risalente al 540 - 650 d.C. sotto un macigno. Secondo il Riksantikvarieämbetet, la commissione svedese per i beni culturali, la datazione al carbonio-14 del materiale organico dal sito indica che sei campioni sono del 600 d.C. circa, mentre un campione è del 3.500 a.C. I campioni divergenti provengono dalla fuliggine, la quale ricopriva alcune pietre ritenute resti di un vecchio focolare, che si trovava in prossimità della nave. Sulla base di questi risultati, il Riksantikvarieämbetet ha determinato in 1.400 anni la data di realizzazione del sito archeologico, che pertanto risale ad un periodo prossimo al 600 d.C.

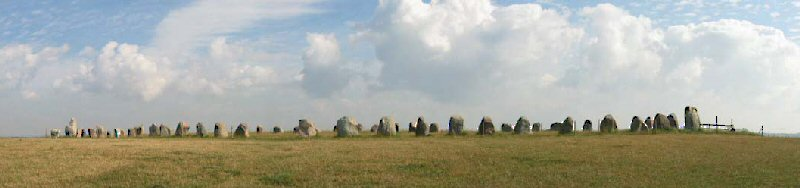
Il sito megalitico da una diversa prospettiva

## Teorie speculative
Come molti altri monumenti megalitici, anche le Pietre di Åle sono state oggetto di ipotesi speculative in merito al significato. Una di queste attribuisce al sito una funzione calendariale o astronomica, in base alla controversa interpretazione della posizione dei massi, posti, secondo alcuni, in relazione ai 365 giorni dell'anno e alle 24 ore del giorno. Bob G. Lind è il principale fautore di questa teoria, la quale viene vista come pseudoscienza dagli altri studiosi. È accertato, infatti, che le pietre di prua e di poppa indicano, rispettivamente, i punti in cui il sole tramonta nel solstizio d'estate e sorge nel solstizio d'inverno.